# Taira no Tokuko
Taira no Tokuko, född 1155, död 1213, var en japansk kejsarinna, gift med kejsar Takakura. Hon överlevde Slaget vid Dan-no-ura 25 april 1185, och har varit föremål för skildringar i diktkonst och litteratur.

## Biografi
Taira no Tokuko var adoptivdotter till kejsar Go-Shirakawa, som regerade 1155–1158. Hon gifte sig år 1172 med sin kusin och adoptivbror kejsar Takakura. Hon var en av endast fem japanska kejsarinnor före Meijirestaurationen (1868), som varken tillhörde ätten Fujiwara eller var födda som medlemmar av kejsarhuset. Bruden och brudgummen var kusiner, eftersom deras mödrar var halvsystrar. Äktenskapet arrangerades som en allians mellan deras fäder, då hennes far exkejsaren gav sitt stöd till hennes svärfar Kiyomori att bli statsminister.
Taira no Tokuko födde en tronarvinge 1178. År 1179 iscensatte hennes svärfar en kupp, avsatte alla sina rivaler från deras hovämbeten och fängslade hennes adoptivfar exkejsaren. 1180 tvingade hennes svärfar maken att abdikera, och hennes son placerades på tronen vid två års ålder som kejsar Antoku. Hon blev änka när hennes make exkejsaren avled 1181. Hon tog då titeln änkekejsarinna, och namnet Kenrei-mon In. Hon hade ingen politisk ställning alls under sin son barnkejsarens regering.
Taira no Tokuko närvarade vid sjöslaget vid Dan-no-ura 25 april 1185. Slaget innebar slutstriden mellan Taira och Minamoto, och slutade med Minamotos seger. Många av Tairas samurajer begick då självmord genom att kasta sig i havet för att undvika att överleva nederlaget och möta fiendens seger. Detta gällde även flera civila personer på Tairas skepp. Barnkejsarens farmor Taira no Tokiko dränkte sig vid detta tillfälle genom att ta barnkejsaren i sin famn och kasta sig i havet. Även kejsarens mor försökte följa deras exempel, och kastade sig verkligen i havet, men misslyckades med självmordet, och drogs iland i sitt långa hår.
Taira no Tokuko tillbringade sin ålderdom som buddhistnunna.

## Övrigt
Asteroiden 5242 Kenreimonin är uppkallad efter henne.